# Ferdinand August von Spiegel
Ferdinand August von Spiegel zum Desenberg und Canstein, född den 25 december 1764 på slottet Canstein nära Marsberg, död den 2 augusti 1835 i Köln, var en tysk greve och kyrkoman.
von Spiegel var ärkebiskop av Köln från 1824 till sin död.